# Gebhard Greiling
Georg Gebhard Emil Greiling (* 26. Februar 1910 in Berlin; † 16. Dezember 2008 in Prien am Chiemsee) war ein deutscher Generalarzt der Luftwaffe der Bundeswehr.

## Leben
Greiling, Sohn eines Oberst, studierte Medizin an der Julius-Maximilians-Universität und wurde im Jahr 1930 Mitglied des Corps Rhenania Würzburg. Er trat in die Luftwaffe der Wehrmacht ein und war am 1. Juli 1939 Stabsarzt in der Luftgau-Sanitätsabteilung 17, anschließend in der Luftgau-Sanitätsabteilung 11. Am 1. April 1943 war er als Oberstabsarzt Leiter der Sanitätsabteilung der 15. Luftwaffen-Felddivision und bei Kriegsende Korpsarzt des I. Fliegerkorps.
Bei der Bundeswehr war er zuletzt vom 1. Oktober 1967 bis zu seiner Versetzung in den Ruhestand am 30. September 1968 im Dienstgrad Generalarzt Leiter der Inspektion Sanitätsdienst der Luftwaffe im Allgemeinen Luftwaffenamt, aus der die heutige Dienststelle Generalarzt der Luftwaffe hervorging. 
Greiling wurde am 19. Dezember 2008 auf dem Münchner Westfriedhof beigesetzt. Er war verheiratet und hatte zwei Kinder.